# 孔塞普西翁縣 (科連特斯省)

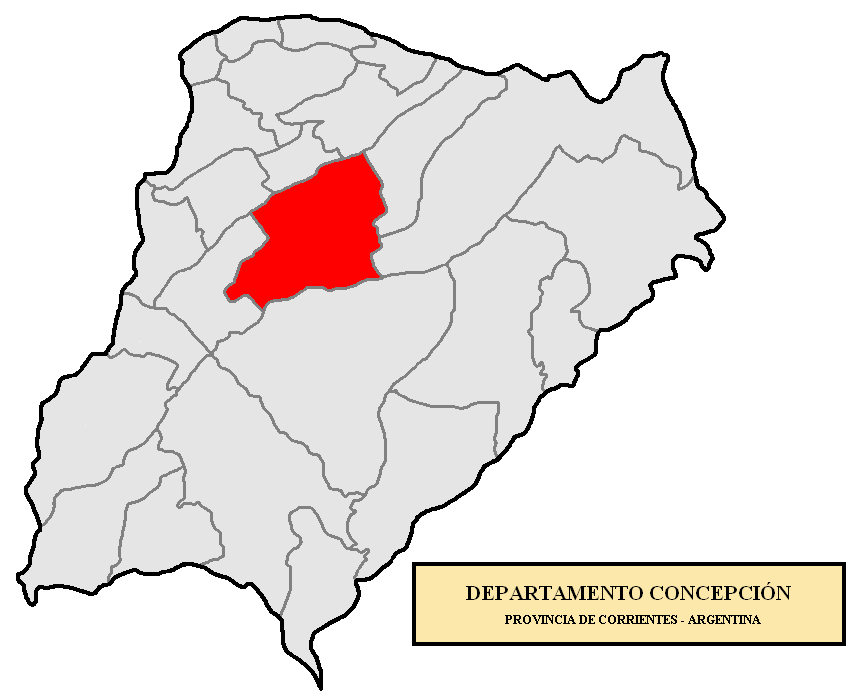

28°22′S 57°52′W / 28.367°S 57.867°W
孔塞普西翁縣（西班牙語：Departamento Concepción），是阿根廷的縣份，位於該國北部科連特斯省，首府設於孔塞普西翁，面積5,008平方公里，2010年人口21,113，人口密度每平方公里4.22人。